# IAR 37
Pour les articles homonymes, voir IAR.
L'IAR 37 était un avion de reconnaissance et bombardement léger roumain, conçu et produit par le constructeur Industria Aeronautică Română (IAR).

## Conception et développement
Le prototype de l'IAR 37 effectua son premier vol en 1937, répondant alors à un besoin pour un avion de bombardement tactique et de reconnaissance aérienne. L'avion était un biplan dont les ailes étaient d'envergure différente, posé sur un train d'atterrissage fixe disposant d'une roulette de queue. Il était propulsé par une copie fabriquée sous licence du moteur en étoile français Gnome et Rhône 14K Mistral Major, qui prenait alors la désignation d'IAR K.14-IV C32 (en), avec une puissance de 870 ch (639,8 kW). Le cockpit pouvait contenir trois membres d'équipage sous une verrière vitrée continue : le pilote était installé à l'avant, suivi d'un observateur, puis d'un mitrailleur en position arrière. L'avion disposait de doubles commandes et d'une optique de visée de bombardement fabriquée localement.
L'IAR 37 entra en production en 1938, mais la production de son moteur fut ralentie, empêchant d'achever la production des avions présents sur les chaînes d'assemblage. Il fut alors remplacé sur les lignes de production par l'IAR 38, propulsé par le moteur BMW 132 de 700 ch (522 kW), reconnu pour sa bonne fiabilité. Comme la disponibilité et la fiabilité du moteur K.14 s'améliorèrent, les IAR 37 incomplets reçurent des IAR K.14-III C36 de 930 ch (683,92 kW) pour achever leur assemblage, recevant alors la désignation d'IAR 39, tandis que la production de série bascula vers celle d'une nouvelle version améliorée IAR 39A, qui utilisait un moteur IAR K.14-IV C32, d'une puissance de 960 ch (705,98 kW).
Les chiffres de production toutes versions confondues atteignirent les 380 exemplaires, produits à la fois chez IAR et SET jusqu'au mois d'octobre 1944, la majorité des exemplaires assemblés étant des IAR 39.

## Carrière opérationnelle
L'avion entra en service avec la force aérienne royale roumaine en 1938 et, à la fin de l'année 1940, ils équipaient un grand nombre d'escadrons. Quand la Roumanie apporta son soutien à l'offensive allemande contre l'Union soviétique, quinze des dix-huit escadrons de reconnaissance étaient équipés de biplans IAR. L'IAR 39 fut utilisé par la plupart des escadrons de reconnaissance impliqués dans l'offensive de 1941 contre l'Union soviétique.
Quand le nouveau gouvernement après-guerre fut formé en 1947, un petit nombre d'IAR 39 furent utilisés par la nouvelle force aérienne roumaine pour des missions d'entraînement et de liaison.

## Versions
- IAR 37 : Version de production initiale, propulsée par un moteur IAR K14-II C32 de 870 ch (649 kW) et produite à 50 exemplaires[4] ;
- IAR 38 : Version équipée d'un moteur BMW 132A, en raison de l'indisponibilité du K14. Elle disposait d'une dérive agrandie et fut produite à 50 exemplaires[4] ;
- IAR 39 : Version revue de l'IAR 37 recevant un moteur IAR K.14-III C36 de 930 ch (690 kW). Elle fut produite à 95 exemplaires[4] ;
- IAR 39A : Ultime version de production, recevant le moteur IAR K.14-IV C32 de 960 ch (716 kW). Elle fut produite à 160 exemplaires[4].

## Utilisateurs
- Royaume de Roumanie :
  - Force aérienne royale roumaine.
- Roumanie :
  - Force aérienne roumaine.

### Articles
- (en) Max Axworthy, « On Three Fronts: Romania's Aircraft Industry During World War Two », Air Enthusiast, Stamford, Lincs, Royaume-Uni, Key Publishing, no 56,‎ hiver 1994, p. 8–27 (ISSN 0143-5450).
- (en) Teodor Liviu Morosanu, « Romanian Reconnaissance », Air International, Stamford, Lincs, Royaume-Uni, Key Publishing, vol. 46, no 4,‎ avril 1994, p. 207–211 (ISSN 0306-5634).